# فالنتين دوميتراكي
فالنتين دوميتراكي (بالرومانية: Valentin Dumitrache)‏ هو لاعب كرة قدم روماني في مركز الوسط، ولد في 29 مارس 2003 في بوزاو في رومانيا. لعب مع LPS HD Clinceni ‏.

## وصلات خارجية
- فالنتين دوميتراكي على موقع قاعدة بيانات كرة القدم.إي يو (الإنجليزية)
- فالنتين دوميتراكي على موقع Soccerway.com (الإنجليزية)